# Чемпионат СНГ по дзюдо
Открытый чемпионат СНГ по дзюдо — соревнование по дзюдо за звание чемпиона СНГ. Был проведён всего один раз — 21-24 января 1992 года в Рязани.

## Медалисты
| Весовая категория        | Золото                       | Серебро                   | Бронза                                                       |
| ------------------------ | ---------------------------- | ------------------------- | ------------------------------------------------------------ |
| Наилегчайший вес — 60 кг | Георгий Вазагашвили Гори     | Олег Карпов Челябинск     | Назим Гусейнов Баку Александр Косков Пермь                   |
| Полулёгкий вес — 65 кг   | Сергей Космынин Минусинск    | Каха Курасбедиани Тбилиси | М. Жидков Москва Майрбек Багаев Москва                       |
| Лёгкий вес — 71 кг       | Анатолий Ларюков Владикавказ | Арсен Айвазян Красноярск  | Владимир Дгебуадзе Сухуми Магомедбек Алиев Махачкала         |
| Полусредний вес — 78 кг  | Шарип Вараев Грозный         | Рашид Ибрагимов Махачкала | Валентин Меркулов Рязань Павел Ясеновский Минск              |
| Средний вес — 86 кг      | Владимир Шестаков Рязань     | Апти Магомадов Кишинёв    | Станислав Жуков Рязань Олег Мальцев Лесосибирск              |
| Полутяжёлый вес — 95 кг  | Гиви Гаургашвили Челябинск   | Виталий Будюкин Москва    | Евгений Печуров Коломна Мурат Озов Черкесск                  |
| Тяжёлый вес — +95 кг     | Игорь Березницкий Красноярск | Индрек Пертельсон Таллинн | Сергей Косоротов Московская область Андрей Герасимов Ташкент |
| Абсолютная категория     | Давид Хахалеишвили Кутаиси   | Дмитрий Соловьёв Чирчик   | Олег Грицышин Симферополь Мурат Хасанов Майкоп               |